# The 50 Year Argument
The 50 Year Argument è un documentario del 2014 diretto da Martin Scorsese e David Tedeschi sulla storia e l'influenza della rivista The New York Review of Books.